# Günter Meyer

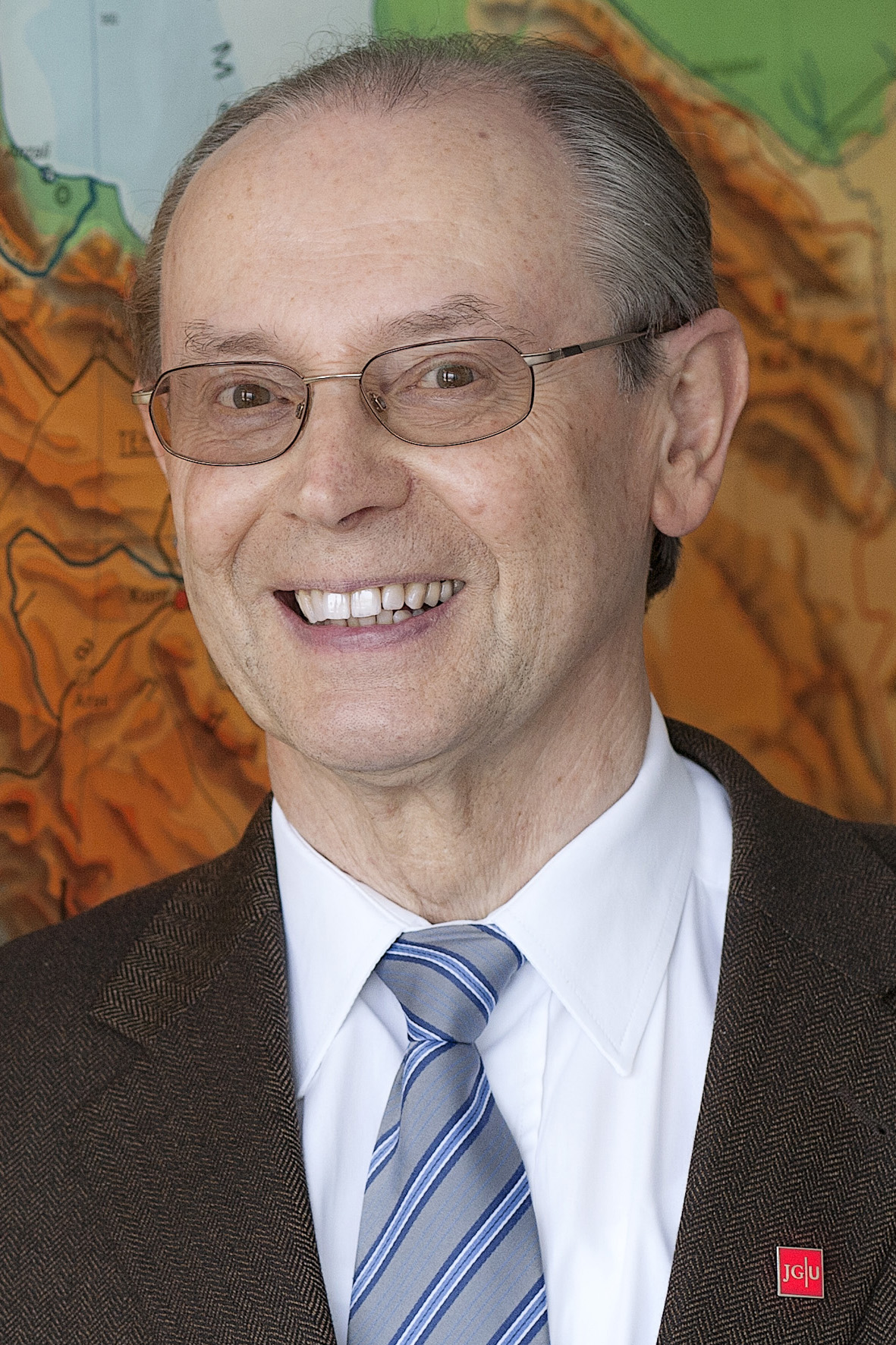
Günter Meyer

Günter Meyer (nacido el 25 de agosto de 1946) es un geógrafo y orientalista alemán. Es presidente del Congreso Mundial de Estudios de Oriente Medio (WOCMES) y director del Centro de Investigación sobre el Mundo Árabe (CERAW) en la Universidad de Maguncia. Meyer se centra principalmente en la geografía política del mundo árabe y el desarrollo económico y urbano en el Medio Oriente, especialmente en Egipto, Siria, Yemen y los Emiratos Árabes Unidos, pero también en Alemania. Se dio a conocer a una audiencia de habla alemana más grande a través de más de 1100 entrevistas sobre la guerra de Irak, la guerra civil siria y sobre la guerra civil libia 2011 y 2014.

## Carrera científica
Meyer estudió Geografía y Literatura Inglesa desde 1968 hasta 1973 en la Universidad de Erlangen-Núremberg y en la Nueva Universidad de Úlster en Irlanda del Norte. De vuelta en Erlangen, realizó sus exámenes estatales de educación secundaria superior en 1973, completó su doctorado en geografía en 1976 y se licenció como profesor universitario en 1983 con su tesis posdoctoral y otros escritos sobre estudios geográficos sociales sobre desarrollos en zonas rurales y nómadas. Fue nombrado profesor en Erlangen. En 1993 se mudó a la Universidad de Maguncia.
Desde mediados de la década de 1990, comenzó una intensa actividad de redes organizando la cooperación de los Institutos de estudios orientales y orientalistas a nivel nacional, europeo y mundial. 
Dirigió el primer Congreso Mundial de Estudios de Medio Oriente en 2002 (WOCMES) en Maguncia.  El congreso atrajo a cerca de 2.100 científicos de 68 países y 126 periodistas de todas partes del mundo.
En 2010, la junta ejecutiva de WOCMES nombró nuevamente a Meyer para presidente.  En 2018 fue reelegido por unanimidad para un quinto mandato, hasta 2022.
En 2014 fue galardonado con el Premio al Servicio Jere L. Bacharach de la Asociación de Estudios de Oriente Medio de América del Norte (MESA).  Meyer fue el primer europeo galardonado con este premio.  El certificado del premio mencionó los incansables esfuerzos de Meyer para mejorar la comunicación y la interacción entre diferentes áreas de la beca europea previamente separadas: "Este premio honra su visión y habilidad para establecer nuevas redes institucionales en beneficio de los académicos de todo el mundo".
Como presidente del Congreso Mundial de Estudios de Oriente Medio, Meyer también estuvo a cargo de los congresos mundiales en Amán / Jordania, en Barcelona y en Ankara en agosto de 2014, y está a cargo del congreso en Sevilla en 2018.

## Posiciones

### Guerra en Siria
Ya en 2012, Meyer expresó su opinión sobre las raíces externas de los conflictos dentro de Siria. Vio una interferencia externa masiva y abusiva en los asuntos del interior de Siria. Las potencias occidentales parecían preocuparse principalmente por extinguir el "eje Irán-Hezbolla". Según Meyer, miles de mujaheddin habían volado, porque la CIA tenía la intención de iniciar una guerra civil en Siria. Los medios de comunicación ignoraban el hecho, dijo Meyer, de que la mayoría de la población aún prefería a Assad como jefe de Gobierno.
Con respecto a la Guerra Civil en Siria Meyer, desde el principio, se expresó en contra de todos los esfuerzos por destituir al presidente Bashar al-Assad de su cargo. Antes de la intervención militar rusa, expresó una opinión bastante positiva sobre el papel de Rusia en el conflicto. 
Meyer ha culpado en repetidas ocasiones a la política exterior de Estados Unidos por Irak como la razón principal para el surgimiento de Daesh: la CIA incluso consideró dar apoyo, nunca hubiera sido posible que ISIS se convirtiera en una amenaza global ". Al dar su opinión sobre las consecuencias de un posible derrocamiento del presidente Assad, se refirió a un eslogan ampliamente conocido en Siria: "Cristianos al Líbano, los alauitas a la tumba". Se habían filtrado noticias de que el régimen debería "desestabilizarse" instigando el antagonismo étnico. El anuncio vaciló porque, según Meyer, esos rebeldes se habían aliado con fuerzas extremistas. Turquía estaba apoyando al Estado Islámico haciendo todo lo posible para evitar el surgimiento de un estado kurdo. Derrotar a Assad causaría el caos en Siria, en beneficio exclusivo de los extremistas. Meyer vio la política de Rusia hacia Siria como constructiva, descartó la posibilidad de que Rusia intensifique intencionalmente la inmigración hacia Europa. El objetivo del gobierno ruso era ganar el control de parte del país.En un debate público en junio de 2016, Meyer expresó dudas sobre una transición suave del poder en caso de que se disolviera el régimen de Assad. Dos grupos militares, Al-Nusra e IS, no podían tener ninguna participación en el poder, también las milicias restantes tenían una perspectiva salafista o radicalmente islámica, a menudo hostiles entre sí, solo unidas temporalmente en su enemistad común hacia Assad.
En un debate público celebrado en junio de 2016, Meyer expresó sus dudas sobre una transición suave del poder en caso de que se disolviera el régimen de Assad.  Dos grupos militares, Al-Nusra e IS, no podían tener una participación en el poder, también las milicias restantes tenían una perspectiva salafista o radicalmente islámica, a menudo hostil entre sí, solo unidas temporalmente por su enemistad común hacia Assad. 

## Funciones y Afiliaciones
- Profesor de huésped y miembro del tablero de trustees de Sharjah Universidad, UAE.
- Presidente del Zentrums für Forschung zur Arabischen Welt (ZEFAW)
- Presidente del Deutsche Arbeitsgemeinschaft Vorderer Orientar für gegenwartsbezogene Forschung und Dokumentation (DAVO)
- Presidente de la Asociación europea para Estudios Orientales Medios (EURAMES)
- Presidente de la Asociación Internacional para Estudios Orientales Medios (IAMES)
- Presidente del Consejo consultivo Internacional del Congreso Mundial de Estudios Orientales Medios (WOCMES)
- Miembro del tablero del "Parlamento de Culturas"
- Presidente del Geographie für Alle e.V. (Geografía para toda asociación)
- Hablante del Interdisziplinärer Arbeitskreis Dritte Welt (interdisciplinario 3.º taller mundial)
- Presidente del Alumni-Vereinigung Geographie der Universität Maguncia (asociación de alumnado de Geografía)

## Premios
- 2002: Verdienstorden des Landes Rheinland-Pfalz para su compromiso como presidente del primer congreso mundial para estudios del Oriente Medio en Maguncia.
- 2014: Jere L. Bacharach Premio de servicio para el interlinking de internacional orientalist búsqueda. El premio está considerado tan la distinción más prestigiosa en Estudios Orientales[7]

## Vida privada
Meyer es casado y padre de tos hijas, una de ellas la artista de cabaré Inka Meyer.

## Enlaces
- Personal en Universidad de Maguncia:
- Asia Cronometra On-line-Entrevista en Englisch en Syrien 2012: Uso incorrecto de la plantilla enlace roto (enlace roto disponible en Internet Archive; véase el historial, la primera versión y la última).
- Entrevista con FAZ encima Siria y Rusia 2015: FAZ
- Entrevista encima Siria 2016: youtube.com